# Atylana orientalis
Atylana orientalis är en insektsart som först beskrevs av Melichar 1906.  Atylana orientalis ingår i släktet Atylana och familjen sköldstritar. Inga underarter finns listade i Catalogue of Life.